# Russelia retrorsa
Russelia retrorsa är en grobladsväxtart som beskrevs av Edward Lee Greene. Russelia retrorsa ingår i släktet Russelia och familjen grobladsväxter. Inga underarter finns listade i Catalogue of Life.